# 初村健矢
初村 健矢（はつむら けんや、9月30日 - ）は、日本の男性声優。長崎県出身。東京俳優生活協同組合所属。

## 来歴
日本ナレーション演技研究所卒業。
2015年にクレイジーボックスに所属し、2017年から東京俳優生活協同組合に所属している。

## 人物
声種はバリトン。
免許・資格は普通自動車免許、英検2級、TOEIC730点。
趣味は講談、テニス、国際交流、心理学。特技はものまね。方言は長崎弁。

## 出演

### テレビアニメ
2018年
- 多田くんは恋をしない（2018年、来賓者）

2019年
- ドラえもん（テレビ朝日版第2期）（マンガ、主人）
- 名探偵コナン（2019年 - 2024年、鑑識、刑事）

2021年
- 遊☆戯☆王SEVENS（ゴーハ社幹部）

2022年
- スローループ（ご近所さん）
- クレヨンしんちゃん（人々D）
- パリピ孔明（中学生、銭湯客）
- 社畜さんは幼女幽霊に癒されたい。（ガヤA）
- リコリス・リコイル（武装集団）
- 異世界薬局（社員）

2024年
- 勇気爆発バーンブレイバーン（ハイデマリーの部下、海自潜水艦艦長、ATF隊員B・C、リチャード・ヘイズ、独軍TSパイロット）
- ぶっちぎり?!（阿路図）
- 道産子ギャルはなまらめんこい（店員）
- 終末トレインどこへいく?（ゾンビ）

### 劇場アニメ
- RedAsh -GEARWORLD-（2017年、ダニエル）

### Webアニメ
- 銀魂 THE SEMI-FINAL 真選組篇（2021年、ニュースアナウンサー）
- ロマンティック・キラー（2022年、咲姫の兄）

### ゲーム
- LINE英雄乱舞（2015年）
- アルテイルクロニクル（2016年、アギオス）
- 荒野のコトブキ飛行隊 大空のテイクオフガールズ!（2018年、タイガ）
- モンスターストライク（2019年 - 2021年、張遼、芹沢鴨[3]、コンブリット[4]）
- 信長の野望 出陣（2023年 - 、荒木村重、島左近[5]、清水宗治）

### ムービーコミック
- せいせいするほど、愛してる

### 吹き替え

#### 映画
- ガールズ・トリップ（マリク）
- THE GUILTY/ギルティ（ラシード）
- 最高の贈りもの（ブライアン）
- ザ・クリエイター/創造者（ワトキンス[6]）
- 素晴らしき哉、人生!（ハリー）
- センソリア/死霊の館（フランク）
- 007/ノー・タイム・トゥ・ダイ（ラボアナウンス2[7]）
- ディセンダント3（ドクターファシリエ）
- ファイブ・ナイツ・アット・フレディーズ（ウェイター[8]）
- 15ミニッツ・ウォー（シェファー）
- ブルーダイヤモンド（マックス）
- マリブ・レスキューチーム: ネクストウェーブ
- モスキート・コースト（ジョシュ）
- ラスト・キング 王家の血を守りし勇者たち（オルム）
- ロレーナ: サンダル履きのランナー

#### ドラマ
- アンビリーバブル たった1つの真実（マックス）
- インスティンクト -異常犯罪捜査- シーズン2（サーシャ）
- 刑事フォイル（看守）
- こころ呼ぶとき（ルーカス）
- コブラ会（若いクリーズ）
- COLONY/コロニー（スパイダー、ドリュー・ボーン）
- サーヴァント ターナー家の子守（トビー）
- ザ・ホーンティング・オブ・ブライマナー
- SEAL Team/シール・チーム（スコット・カーター、アダム・シーヴァー）
- ジェイコブを守るため（ニール）
- JAILERS/ジェイラーズ（イザイアス）
- シュミガドーン!（ラリー）
- 女王ヴィクトリア 愛に生きる シーズン2（フランツ・ヴィンター・ハルター）
- 私立探偵マグナム（タナカ 他）
- スイート・マグノリアス（エリック）
- テヘラン
- トップボーイ（モーディー）
- パージ シーズン2（ベン）
- Happy! シーズン2（番組アナ男）
- ブラック・ミラー シーズン6 #3（神父）
- BULL / ブル 法廷を操る男 シーズン2（ケヴィン・ライト、スティーヴンス）
- マーベラス・ミセス・メイゼル（アラン、バーニー）
- MANIFEST/マニフェスト（アーロン、マシューズ）
- リヴィエラ〜隠された真実〜（クリストス）
- ロキ（指さす男）
- ロック&キー（グスタフ）

#### テレビ番組
- メガ輸送プロジェクト

#### アニメ
- 最後の召喚師 -The Last Summoner-（リチャード）
- ジュラシック・ワールド/サバイバル・キャンプ
- 小さな勇者ヒコ（アウエウエテ）
- Helpsters 〜お助けモンスターズ〜（図書館員）
- ミニオンの月世界[9]

### ナレーション
- あなたの想い出が蘇る!にっぽん歌謡 青春ヒット
- 大原はだか祭り
- 沖縄海洋博公園・海洋文化館
- 韓国パラダイストリップ2019〜初めて出会う感動リゾート〜
- 九州魅力発見旅
- 5時に夢中!
- THE歌謡祭
- 戦争を終わらせるために… 幻の潜水艦伊400型 全貌
- 田村淳の訊きたい放題
- TOKYO MX NEWS（金曜レギュラー）
- 特技☆再検証 モー娘。’17DEござる!
- 7.2 新しい別の窓
- 日テレ HALLOWEEN LIVE
- 日テレ×LIVE in SUMMER
- NYが熱狂！新次元オペラ「椿姫」の舞台裏
- BSイレブン競馬中継（レギュラー）
- 名曲ほろ酔い昭和歌謡

### ボイスオーバー
- がっちりマンデー!!
- 真相報道 バンキシャ!
- 世界一受けたい授業
- 世界の村で発見!こんなところに日本人
- 発見!ウワサの食卓

### テレビドラマ
- 嵐の涙〜私たちに明日はある〜
- 沈黙法廷

### テレビ番組
- 中居正広のミになる図書館（リングアナウンス）

### 特撮
- 仮面ライダージオウ スピンオフ RIDER TIME 仮面ライダーシノビ（2019年、シノビドライバー音声[10]）
- ギーツエクストラ 仮面ライダータイクーンmeets仮面ライダーシノビ（2023年、予告ナレーション）

### CM
- ネスカフェレギュラーソリュブルコーヒー

### イベント
- アクアパーク品川
- 新江ノ島水族館
- 乃木坂46 7th YEAR BIRTHDAY LIVE
- V・ファーレン長崎